# Ahaetulla mycterizans
Ahaetulla mycterizans är en ormart som beskrevs av Carl von Linné 1758. Ahaetulla mycterizans ingår i släktet Ahaetulla och familjen snokar. IUCN kategoriserar arten globalt som livskraftig. Inga underarter finns listade i Catalogue of Life.
Arten förekommer på Java, Sumatra och Malackahalvön samt troligen i angränsande regioner. Honor lägger inga ägg utan föder levande ungar.